# بان زركة (كولكني)
بان زركة (بالفارسية: بان زرکه) هي قرية تقع في إيران في قسم كولكني الريفي. يقدر عدد سكانها بـ 135 نسمة بحسب إحصاء 2016.